# Hall of Fame Tennis Championships 2013
Hall of Fame Tennis Championships 2013 byl tenisový turnaj pořádaný jako součást mužského okruhu ATP World Tour, který se hrál na otevřených travnatých dvorcích Casina Newport, kde sídlí Mezinárodní tenisová síň slávy. Konal se mezi 8. až 14. červencem 2013 v americkém Newportu jako 38. ročník turnaje.
Turnaj s rozpočtem 519 775 dolarů patřil do kategorie ATP World Tour 250. Nejvýše nasazeným hráčem ve dvouhře byla světová devatenáctka Sam Querrey ze Spojených států, kterého v úvodním kole překvapivě vyřadil krajan Tim Smyczek.
Francouzský tenista Nicolas Mahut získal poprvé v kariéře „double“, když vyhrál soutěž dvouhry i čtyřhry. Celkově si tak připsal druhý singlový a sedmý deblový titul na okruhu ATP Tour.

## Mužská dvouhra

### Nasazení
| Stát          | Hráč                   | ATP1) | Nasazení |
| ------------- | ---------------------- | ----- | -------- |
| Spojené státy | Sam Querrey            | 19.   | 1.       |
| Spojené státy | John Isner             | 21.   | 2.       |
| Nizozemsko    | Igor Sijsling          | 64.   | 3.       |
| Austrálie     | Lleyton Hewitt         | 70.   | 4.       |
| Francie       | Édouard Roger-Vasselin | 71.   | 5.       |
| Austrálie     | Marinko Matosevic      | 72.   | 6.       |
| Francie       | Kenny de Schepper      | 80.   | 7.       |
| Spojené státy | Rajeev Ram             | 86.   | 8.       |

- 1) Žebříček ATP k 24. červnu 2013.[1]

### Jiné formy účasti
Následující hráči obdrželi divokou kartu do hlavní soutěže:
- Prakash Amritraj
- Stefan Kozlov
- Nicolas Mahut

Následující hráči postoupili z kvalifikace:
- Adrien Bossel
- Jan Hernych
- Alex Kuznetsov
- Ante Pavić

### Odhlášení
před zahájením turnaje
- Brian Baker
- Federico Delbonis

### Skrečování
- Marinko Matosevic

## Mužská čtyřhra

### Nasazení
| Stát          | Hráč              | Stát          | Hráč                   | ATP1) | Nasazení |
| ------------- | ----------------- | ------------- | ---------------------- | ----- | -------- |
| Mexiko        | Santiago González | Spojené státy | Scott Lipsky           | 45.   | 1.       |
| Francie       | Nicolas Mahut     | Francie       | Édouard Roger-Vasselin | 76.   | 2.       |
| Spojené státy | James Blake       | Spojené státy | Rajeev Ram             | 140.  | 3.       |
| Brazílie      | Marcelo Demoliner | Brazílie      | André Sá               | 144.  | 4.       |

- 1) Žebříček ATP k 24. červnu 2013; číslo je součtem umístění obou členů páru.

### Jiné formy účasti
Následující páry obdržely divokou kartu do hlavní soutěže:
- Prakash Amritraj /  Sam Querrey
- Chris Harrison /  Ryan Harrison

Následující pár nastoupil do soutěže z pozice náhradníka:
- Eduardo Gil /  Krasimir Kolev

### Odstoupení
před zahájením turnaje
- Ryan Harrison

v průběhu turnaje
- Sam Querrey

## Přehled finále

### Mužská dvouhra
- Nicolas Mahut vs.  Lleyton Hewitt, 5–7, 7–5, 6–3

### Mužská čtyřhra
- Nicolas Mahut /  Édouard Roger-Vasselin vs.  Tim Smyczek /  Rhyne Williams, 6–7(4–7), 6–2, [10–5]